# Sydney Football Club
Sydney Football Club é um clube de futebol, sediado na cidade de Sydney. Fundado em 2004, disputa atualmente a A-League.
Seus jogos são disputados no Sydney Football Stadium, com capacidade de 45.500 lugares.
Tem como os seus maiores rivais o Melbourne Victory, onde ambas as equipes protagoniza o maior clássico interestadual do futebol australiano, o The Big Blue, também tem rivalidade com o Western Sydney Wanderers Football Club, que é o grande rival vizinho de Sydney.

## História
Em 11 de junho de 2005, menos de um ano após sua fundação, o clube se classificou para ser o representante da Oceania na Copa do Mundo de Clubes da FIFA de 2005, que aconteceu no Japão.
O Sydney FC teve pouco trabalho para bater times como o Tafea FC (Vanuatu) na Liga dos Campeões da Oceania, o maior título de sua história até aqui e que deu o direito de disputar Copa do Mundo de Clubes.
No Mundial, o Sydney perdeu para o Deportivo Saprissa de 1 a 0 e venceu o Al-Ahly de 2 a 1,assim terminou a Copa do Mundo de Clubes em 5º lugar.
O Sydney FC contratou o artilheiro trinitário Dwight Yorke, então atuando no Birmingham City por dois anos, em 2005. Yorke, campeão da Liga dos Campeões da UEFA pelo Manchester United em 1999, não apenas teve o maior salário da história do futebol da Austrália, mas também um tratamento como nenhum outro jogador já teve. O japonês Kazuyoshi Miura também foi contratado exclusivamente pelos Sky Blues para a disputa do torneio.
Depois de Yorke, o Sydney FC contratou o meia Juninho Paulista, pentacampeão com o Brasil na Copa da Coréia e do Japão em 2002. O Sydney foi o último clube da carreira do brasileiro. Em 2008, participou do primeiro Campeonato Pan-Pacífico e ficou com o 4º lugar.
Em 2012 o clube contratou o italiano Del Piero, após ele não renovar com a Juventus.

## Títulos
| Internacionais | Internacionais               | Internacionais | Internacionais                               |  |
| Troféu         | Competição                   | Títulos        | Temporadas                                   |  |
| -------------- | ---------------------------- | -------------- | -------------------------------------------- |  |
|                | Liga dos Campeões da OFC     | 1              | 2005                                         |  |
| Nacionais      |                              |                |                                              |  |
| Troféu         | Competição                   | Títulos        | Temporadas                                   |  |
|                | A-league                     | 5              | 2005-06, 2009-10, 2016-17, 2018-19 e 2019-20 |  |
|                | Copa da Austrália de Futebol | 1              | 2017                                         |  |
| TOTAL          |                              |                |                                              |  |
|                | Títulos oficiais             | 7              | 1 Internacional, 6 Nacionais                 |  |

### Campanhas de destaque
- Copa do Mundo de Clubes da FIFA: 5º lugar - 2005
- Campeonato Pan-Pacífico: 4º lugar - 2008